# LAV 1 (Bélgica)
A LAV 1 é uma linha ferroviária belga de alta velocidade que conecta Bruxelas com a fronteira francesa. Tem 88 km de longitude dos quais 71 km são de nova construção e 17 km correspondem a linhas modernizadas. Foi aberta ao servício comercial em 14 de dezembro de 1997.